# Matilde de Flandres
Matilde de Flandres (c. 1031 – Caen, 2 de novembro de 1083) foi filha de Balduíno V, conde de Flandres, e de Adela de França. Era conhecida por ser muito baixa, mas sabe-se muito pouco a respeito de sua juventude.
O fato de ela ser descendente de Alfredo, o Grande, rei da Inglaterra, foi uma das razões que levou Guilherme da Normandia, a pedi-la em casamento. Aparentemente ela o rejeitou, uma vez que não queria casar com um bastardo. Furioso, Guilherme a abordou e a agrediu. Tal comportamento bastante inconvencional levou-a a mudar de ideia e eles casaram em 1051, embora tenham tido que esperar até 1059 antes de receber a permissão papal.
Guilherme confiava bastante nela e ela agia como regente sempre que ele estava ausente. Depois da conquista da Inglaterra, ela foi coroada rainha de Inglaterra em Winchester. Ela foi para o norte da Inglaterra com ele e, em Selby, deu à luz o futuro rei Henrique I, provavelmente o seu décimo ou décimo-primeiro filho. Em 1069, ela voltou para o Ducado da Normandia, onde permaneceu no governo.
Quando ela adoeceu em 1083, Guilherme viajou à Normandia para ficar a seu lado. Morreu em Caen, onde foi sepultada.

## Casamento
Matilde era a filha de Balduíno V, conde de Flandres e de Adela de França, que era a filha de Roberto II de França.De acordo com uma lenda, quando Guilherme II da Normandia enviou um representante para pedir a sua mão em casamento, ela disse-lhe que era muito bem nascida para casar-se com um bastardo. Após ouvir sua resposta, Guilherme cavalgou da Normandia até Bruges, e ao encontrá-la cavalgando para a igreja, a agarrou pelas tranças, jogando-a na rua e foi embora deixando para trás os criados da princesa perplexos.
Há outra versão que diz que o Duque foi até a casa do pai dela em Lille, pelas suas tranças a jogou no chão de seu quarto, e bateu em Matilde antes de ir embora. Antes que o seu pai disputasse um duelo com o futuro rei da Inglaterra, Matilde informou-lhe que não aceitaria se casar com ninguém, a não ser Guilherme.Nem mesmo o obstáculo imposto pelo papa Leão IX no Concílio de Reims com a argumentação de que os dois era relacionados consaguinamente, a fez mudar de ideia. Os dois se casaram em 1051/2.Finalmente em 1059, eles receberam uma dispensa papal do papa  Nicolau II.

## Romance
Havia rumores de que Matilde estava apaixonada pelo embaixador inglês em Flandres e também por um proprietário de terras chamado Brictric, que teria recusado o seu amor e cujas possessões foram confiscadas por Matilde enquanto regente.Ela o jogou na prisão,onde ele morreu. Após a morte da rainha, seu filho mais velho Guilherme II de Inglaterra, doou as terras para Roberto Fitzhamon, o conquistador de Glamorgan. Mais tarde, seu genro Roberto de Caen, 1.° conde de Gloucester, filho ilegítimo de Henrique I, que era filho de Matilde, recebeu as terras ao se casar com a filha de Roberto, Maud.

## Duquesa da Normandia
Para a invasão de seu marido, Matilde equipou um navio chamado Mora com o seu próprio dinheiro e o deu de presente.Durante a sua ausência, Guilherme a deixou regente do seu filho de 14 anos, tendo sido essa uma época pacífica.
Após a Conquista normanda da Inglaterra, Matilde ainda passou mais de um ano sem conhecer seu novo reino.Mesmo depois de ter sido coroada rainha, Matilde continuou vivendo na Normandia, governando o ducado, apoiando os interesses de seus irmãos em Flandres e patrocinando igrejas. Ela apenas deu à luz um filho na Inglaterra, Henrique, que nasceu em Yorkshire enquanto Matilde acompanhava o marido no Massacre do Norte. 

## Rainha de Inglaterra

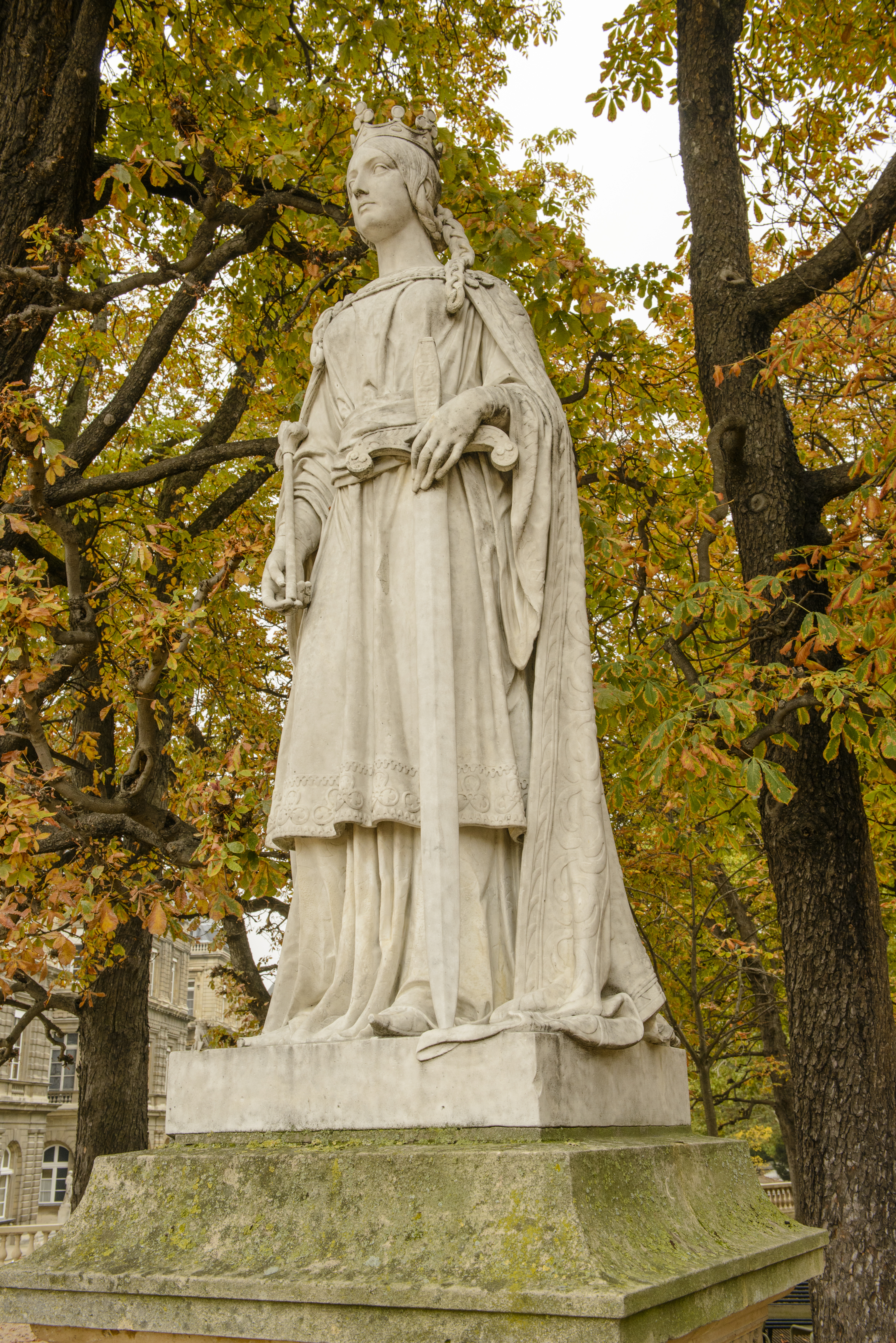
Estátua de autoria de Jean-Jacques Elschoecht presente nos Jardim de Luxemburgo, em Paris.

Matilde foi coroada em 11 de maio de 1068 em Westminster durante a Pentecostes, em uma cerimônia presidida pelo Arcebispo de Iorque. Foi declarado que a rainha era escolhida por Deus, instituída de poder real, e que abençoava seu povo através de seu poder e virtude.
Por muitos anos acreditou-se que ela esteve envolvida na criação da Tapeçaria de Bayeux, porém os historiadores não mais defendem isso. Aparentemente, a tapeçaria feita para celebrar a conquista normanda, foi ordenada por Odo, bispo de Bayeux, meio-irmão de Guilherme, para ser feita por artesãos em Kent.
O casal teve nove ou dez filhos, e ao contrário do esperado para um rei, Guilherme parece ter sido fiel à esposa, não tendo filhos ilegítimos.Matilde cuidou pessoalmente da educação de seus filhos. As filhas sabiam ler em latim tendo aprendido na Abadia de Sainte-Trinité em Caen, que foi fundada por Matilde e Guilherme em razão da legitimação de seu casamento. Para a educação de seus filhos,foi encarregado Lanfranco de Cantuária, a quem os dois apoiavam em assuntos religiosos.
Ela era a madrinha de Matilde da Escócia, a futura esposa de seu filho Henrique I de Inglaterra e sua sucessora. Durante o batismo, o bebê puxou a coroa da rainha a colocando sobre a sua cabeça, o que foi considerando um presságio de que Matilde seria rainha um dia.
A monarca adoeceu no verão de 1083 e morreu em novembro do mesmo ano. Seu marido estava presente durante a sua confissão final.Ele morreu em 1087.
Uma placa preta lustrosa do século XI com seu epitáfio marca sua tumba na Abadia das Damas. Já Guilherme, o Conquistador, foi enterrado na Abadia dos Homens, em Caen.

## Altura
Com 1,27 cm de altura, ela é considera pelo Guinness World Records como a mais baixa rainha da Inglaterra. Em 1819 e 1959, o esqueleto incompleto de Matilda foi examinado e seus ossos foram medidos para determinar sua altura. A estimativa de 1819 era menos de cinco pés, enquanto a estimativa de 1959 era 5' (152 cm) de altura. Uma altura de renome de 4' 2 " (127 cm) apareceu em algum momento depois de 1959 na literatura não-científica, deturpando a medição de 1959.

## Filhos
Matilde e Guilherme tiveram quatro filhos e no mínimo cinco filhas.Ao contrário da ordem de nascimento dos meninos, não há certeza sobre a das garotas.
- Roberto II da Normandia, duque da Normandia, casado com Sibilia de Conversano

- Ricardo, duque de Bernay, morreu em um acidente de caça em New Forest

- Guilherme II de Inglaterra, o primeiro filho a suceder Guilherme I, morreu em New Forest
- Henrique I de Inglaterra, casado com Edite da Escócia e mais tarde com Adeliza de Lovaina.
- Ágata da Normandia, noiva de Haroldo II de Inglaterra, Afonso VI de Leão e Castela e provavelmente de Herberto I, conde do Maine, mas morreu solteira[22]
- Adeliza/Adelaide/Adelida, também noiva de Haroldo II, talvez tenha sido uma freira [23]
- Cecília da Normandia, abadessa na Abadia de Sainte-Trinité
- Matilda, nascida em 1061 e morta em 1086[24]
- Constança da Normandia, casada com Alano IV, Duque da Bretanha
- Adela da Normandia, casada com Estêvão II de Blois, mãe do futuro rei Estêvão de Inglaterra, que esteve envolvido no período de lutas pelo trono inglês contra sua prima, Matilde de Inglaterra, conhecido como A Anarquia